# Amoxapina

Amoxapina é um fármaco da categoria dos antidepressivos tetracíclicos (TeCA), que tem estrutura química parecida com a imipramina.
Amoxapina é o derivado N-desmetilado da loxapina, é um agente antipsicótico e também um antidepressivo tricíclico dibenzoxazepino-derivado (ADT).  Os ADTs são estruturalmente semelhantes às fenotiazinas.  Eles contêm um sistema de anéis tricíclico com um substituinte alquilamina no anel central.  Em indivíduos não deprimidos, a amoxapina não afeta o humor ou a excitação, mas pode causar sedação.  Em indivíduos deprimidos, a amoxapina exerce um efeito positivo sobre o humor.  Os ADTs são potentes inibidores da recaptação de Serotonina e Noradrenalina.  Além disso, os ADTs regulam negativamente os receptores β-adrenérgicos corticais cerebrais e sensibilizam receptores serotoninérgicos pós-sinápticos com uso crônico.  Acredita-se que os efeitos antidepressivos dos ADTs sejam devidos a um aumento geral da neurotransmissão serotoninérgica.  ADTs também bloqueiam receptores H1 de histamina , alfadrenérgicos e ps receptores muscarínicos, o que representa o seu efeito sedativo, hipotensor e efeitos anticolinérgicos (por exemplo, visão turva, boca seca, constipação, retenção urinária), respectivamente. A Amoxapina pode ser utilizada para tratar distúrbios depressivos neuróticos e reativos, depressão endógena e psicótica e sintomas mistos de depressão, ansiedade ou agitação.

## Mecanismo de ação
Aumenta a concentração de norepinefrina e serotonina na sinapse neuronal no sistema nervoso central, tendo efeito lento.